# Hairography
Hairography es el decimoprimer episodio de la primera temporada de la serie Glee. En este episodio se introducen los coros rivales de New Directions, el Jane Adams Academy Glee Club de chicas recientemente liberadas de la prisión juvenil y el Haverbrook School for the Deaf Choir. Sue Sylvester (Jane Lynch) sabotea a Nuevas Direcciones dando su lista fija para las secciones a los clubes que compiten. Quinn (Dianna Agron) reconsidera haber abortar a su bebé, pero en última instancia vuelve a comprometerse con la idea, y Rachel (Lea Michele) intenta sin éxito atraer a Finn (Cory Monteith).
El capítulo cuenta con la aparición de la rapera Eve como Grace Hitchens, directora del Coro de niñas de Jane Addams, y las concursantes de So You Think You Can Dance Katee Shean, Kherington Payne y Comfort Fedoke aparecen como miembros de su grupo. El episodio presenta ocho número musicales, incluyendo un mash-up de "Hair" del musical Hair y "Crazy in Love" de Beyoncé con Jay-Z. Las grabaciones de estudio de todas menos una de las canciones interpretadas en el episodio fueron lanzadas como singles, disponibles para descarga digital.
"Hairography" fue visto por 6,1 millones de televidentes estadounidenses y recibió críticas mixtas de parte de los críticos. Raymund Flandez, de The Wall Street Journal, consideró que el funcionamiento del mash-up fue uno de los peores de la temporada, y Liz Pardue de Zap2it estuvo de acuerdo en que era "horrible". [1] Flandez, Pardue y Mike Hale de The New York Times sintieron que era inapropiado que New Directions interrumpiera la actuación de "Imagine" interpretada por el coro de los sordos.

## Trama
El director de New Directions Will Schuester (Matthew Morrison) sospecha que la entrenadora animadora Sue Sylvester (Jane Lynch) ha estado en connivencia con clubes rivales y visita la Academia Jane Addams para niñas recientemente liberadas de la detención de menores. Cuando la directora de su club, Grace Hitchens (Eve), revela el alcance de la financiación insuficiente de la escuela, Will invita a su club a actuar en el auditorio de McKinley High. Will se siente intimidado por su oposición, pero Rachel (Lea Michele) le asegura que las chicas están usando el poder de la "hairografía" -frecuente y dramático lanzamiento de pelo- para distraerse del hecho de que su habilidad para cantar y bailar es limitada. Will comprará pelucas para New Directions y les pedirá que utilicen la hairografía ellos mismos, realizando un mash-up de "Hair" y "Crazy in Love". Dalton Rumba (Michael Hitchcock), director del club Glee en la Escuela Haverbrook para Sordos, se siente desairado por la invitación que Will le hizo a la Academia Jane Addams, y hace arreglos para que su propio club también actúe en McKinley High. Su club hace duetos con New Directions en "Imagine" de John Lennon, y Will se da cuenta de que la nueva rutina de mash-up y hairography no está funcionando. Lo quita de la lista de canciones del club y lo reemplaza con una representación de "True Colors". Sin el conocimiento de Will, Sue revela dos canciones de la alineación de New Directions para cortes de Grace y Dalton, sugiriendo que tienen sus propios clubes para interpretarlas para obtener una ventaja en la competencia.
Quinn (Dianna Agron) comienza a dudar de su decisión de darle su bebé a la esposa de Will, Terri (Jessalyn Gilsig), y reconsidera su postura sobre criar al bebé con Puck (Mark Salling) en lugar de Finn (Cory Monteith). Ella le dice a Terri que quiere quedarse con el bebé, pero en un esfuerzo por cambiar de opinión, la hermana de Terri, Kendra (Jennifer Aspen), hace que Quinn cuide de sus tres hijos rebeldes. Quinn invita a Puck a cuidar de ella y de los dos, sin embargo, cuando descubre que Puck pasó la noche contactando sexualmente a su exnovia Santana (Naya Rivera), vuelve a comprometerse a adoptar al bebé, creyendo que su hija merece un mejor padre.
Kurt (Chris Colfer) le da a Rachel una renovación, ostensiblemente para ayudarla a atraer a Finn, pero en realidad intenta sabotear sus posibilidades con él. Finn no está impresionado con la nueva mirada de Rachel antes de decirle que recordó haber tenido la conversación con Kurt sobre lo que le gustaba a las chicas. Rachel se enfrenta a Kurt, afirmando que incluso si él está enamorado de Finn, ella siempre tendrá una mejor oportunidad "porque [ella] es una niña". Pero Kurt le dice que ambos se están engañando: Finn está enamorado de Quinn y nada cambiará eso.

## Producción
"Hairography" fue escrito por el creador de la serie Ian Brennan, y dirigida por Bill D'Elia.Los personajes recurrentes que aparecen en el episodio son los miembros del Club Glee Britanny (Heather Morris), Santana López (Naya Rivera), Mike Chang (Harry Shum, Jr.) y Matt Rutherford (Dijon Talton), la hermana de Terri, Kendra Giardi (Jennifer Aspen), Kendra Phil marido (Michael Loeffelholz), y sus hijos trillizos (Aidan, Ethan y Ben Freedman). Michael Hitchcock estrellas invitadas como el director del Dalton Rumba, y Eva interpreta a otro director del club, Grace Hitchens. Así que crees que puedes bailar concursantes Katee Shean, Payne Kherington y Fedoke Confort aparecen como miembros del club de Gracia.
Eva fue contratada para aparecer en dos episodios de Glee, después de haber sido ofrecido el papel de Grace después de Whitney Houston la cual ella se negó en aparecer Eva hablo sobre su audición y comento: "Me preguntó y yo había oído los rumores acerca de la serie. Cuando el episodio piloto salió por primera vez, pensé que era algo diferente y algo que no hemos visto en la televisión antes." Ella comentó que le hubiera gustado ver a Whitney Houston y explicó:"Creo que hubiera sido diferente en un sentido, porque ella es una diva, ella ha traído una energía completamente diferente, lo que ha sido increíble", Eve explicó: "Para mí, sobre todo, vengo de un lugar más duro soy la maestra de una escuela y la vez soy muy estricta" Luego le preguntan si ella regresara a la serie en el futuro, ella respondió:"Si me piden que lo haga, sin duda lo haré muy bien." A pesar de que no canta en "Hairography", Eve comentó que le gustaría hacerlo a su regreso a Glee en el futuro interpretar "Sweet Dreams" de Eurythmics."
Las interpretaciones musicales del episodio "Bootylicious" por Destiny's Child, "Don't Make Me Over" por Dionne Warwick, "Papa Don't Preach" por Madonna, un mash-up de "Hair" del musical Hair y "Crazy in Love" por Beyoncé, "Imagine" por John Lennon, "True Colors" por Cyndi Lauper, y "You're the One That I Want" de Grease. Yoko Ono tenía dudas en cuanto a permitir a Glee prestar los derechos de autor de "Imagine". Jenna Ushkowitz ha comentado que la interpretación de "Imagine" trajo el elenco y al equipo de Glee emoción, y que varios miembros del reparto se hiecieron un tatuaje con el nombre de la canción. Las canciones interpretadas en el episodio a excepción "You're the One That I Want" fueron lanzados como sencillo, disponible para descarga digital. "Imagine", y número 82 en Australia, 49 en Canadá y 67 en Estados Unidos, mientras que "True Colors", alcano el número 47 en Australia, 38 en Canadá y 66 en Estados Unidos. "No Make Me Over", "Imagine" y "True Colors", también aparecen en el álbum:Glee: The Music, Volume 2.